# George Cadle Price
George Cadle Price (15. siječnja 1919. – 19. rujna 2011.), bio je prvi predsjednik vlade Belizea te se smatra da je jedan od glavnih arhitekata neovisnosti zemlje. Danas se često navodi kao "otac nacije".

## Životopis
Rođen je u Belize City, u tadašnjem Britanskom Hondurasu, od oca Williama i majke Irene (rođene Escalante). Ušao je u politiku 1947. godine na izborima za gradsko vijeće Belize Cityja. Godine 1949., zbog devalvacije britansko-honduraškog dolara, zajedno sa skupinom građana formira Narodni odbor. Dana 29. rujna 1950. jedan je od suosnivač Narodne ujedinjene stranke, koju je vodio četiri desetljeća, a bio je posvećen za političku i ekonomsku nezavisnost Britanskog Hondurasa od Ujedinjenog Kraljevstva.
Počeo se školovati u Belizeu, a kasnije odlazi u Mississippi u SAD. Rat u Europi spriječio ga je u završetku studija u Rimu, te se vratio u Belize. Radio je za lokalnog poduzetnika Roberta Sidney Turton kao njegov osobni tajnik. 
Nakon formiranja Narodnog odbora (PC ) 1950. godine Cadle Price imenovan je za pomoćnika tajnika, te u poznatom govoru kasnije te godine tvrdi da "nacionalno jedinstvo" tjera Narodni odbor na akcije. Bio je gradonačelnik Belize City od 1956. do 1962. godine. Godine 1956., postao je predsjednik Narodne ujedinjene stranke. Kao ministar vodio je pregovore o neovisnosti od Velike Britanije. Belize je dobio nezavisnost 1981. godine, a Cadle Price je bio prvi premijer i ministar vanjskih poslova do 1984. godine. Nakon poraza njegove stranke na izborima od strane  Ujedinjene demokratske stranke pet godina je bio u oporbi. Vratio se na mjesto premijera 1989. godine, te je služio sve do 1993. godine U listopadu 1996. godine je najavio svoju ostavku na mjesto čelnika stranke, te ga je 10. studenog 1996. godine službeno naslijedio Said Musa. Dobio je brojne počasti u zemlji i regiji.